# Zewener Turm
Der sogenannte Zewener Turm ist eine Wehranlage und Zollstation aus dem 13. Jahrhundert im Trierer Stadtteil Zewen, die ursprünglich an der Grenze zu Luxemburg lag.

## Geschichte
Der Erbauer ist nicht genau bekannt. Es werden vor allem Erzbischof Poppo (1016–1047),  Erzbischof Eberhard (1047–1066), sowie Erzbischof Balduin (1307–1351) als mögliche Erbauer genannt. Letzterem werden auch verschiedene vergleichbare Schutz- und Wehranlagen zugeschrieben. Sicher ist, dass er etwa im 13. Jahrhundert entstand.
Der Turm wechselte im Laufe der Zeit mehrmals seinen Besitzer. Das erste Geschoss wurde zu Wohnzwecken in zwei Geschosse aufgeteilt und erhielt rechteckige Fenster. Heute ist der Turm Teil einer Häusergruppe in der Ecke Kanzelstraße/Turmstraße/Wasserbilliger Straße. Er wurde Anfang des 13. Jahrhunderts errichtet und 1804 als Dominalgut versteigert. Das Turmhaus war durch einen noch heute zum Teil sichtbaren Graben gesichert.

## Architektur
Noch heute erinnert das Innere des Turmes daran, dass der Turm ehemals eine Warte- beziehungsweise ein Verteidigungsturm gewesen ist, wie solche schon in fränkischer Zeit bestanden haben. Er diente als Wehranlage zur luxemburgischen Grenze. Es sind in allen vier Wänden schmale Schießscharten zu erkennen.

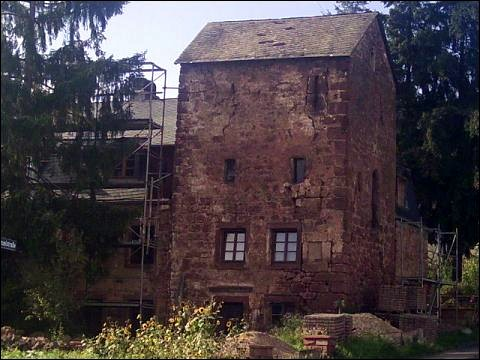

Architektonisch handelt es sich um einen dreigeschossigen Bau von 6 × 6 m Außenmaß mit einer Mauerstärke 1,10 m. Es ist ein Bruchsandsteinbau bei starker Eckquaderung, die mit dünner Schicht verputzt ist. Vermutlich besaß er auch früher ein Satteldach. Der noch erkennbare Hocheingang lag im zweiten Geschoss auf der Nordostseite. Dabei handelt es sich um eine große rundbogige geschlossene Tür mit ungleicher Steinquaderung und einfacher Fase. Die schmalen Rechteckfenster mit breiter Schräge sind innen mit Sitznischen ausgestattet. Das Fenster neben der Tür ist mit einem Beobachtungsloch im Sohlbankstein ausgestattet.
Einer Darstellung von Johann von Schönenberg von 1589 zeigt den Turm sogar mit zwei Leitern, eine noch auf der Südwestseite. Diese Tür ist aber durch einen neueren Anbau heute verdeckt. Ferner war das Turmhaus noch durch einen zum Teil heute erkennbaren Graben gesichert.